# Битка код Корупедија
Битка код Корупедија је последња битка у рату Дијадоха, наследника Александра Великог. Битка је вођена 281. п. н. е. између војски Лизимаха и Селеука I Никатора.
Лизимах је владао Тракијом и деловима западне Турске још од битке код Ипсуса. Мало пре овога је стекао пуну контролу над Македонијом. Селеук је владао источном Турском, Сиријом, Либаном, Израелом, Ираком и Ираном. Селеук I је 281. п. н. е. прешао Таурус и сукобио се са Лизимахом код Корупедије. Мало је познато о бици, осим да су се двоје вођа сукобили и директно, Лизимах је побеђен у борби, и остао је мртав на бојном пољу. Селеук је једно време владао уједињеним источним и западним царством сматрајући себе краљем Македоније.
Када је прешао Дарданеле са намером да оствари право на престо на европској страни га је сачекао и убио Птолемеј Кераун и после тога се склонио у Лизимахију. Истичући се као Лизимахов осветник, успео је 280. п. н. е. да га војска прогласи за краља. Селеук је своје царство оставио сину Антиоху, кога је још за живота увео у државничке послове. Пошто није могао да се супротстави Антиоху, који је био на истоку у горњим сатрапијама, ударио је на Антигона Гонату, и потукавши га, кренуо је у Македонију.<ref name="War">
Селеукова смрт је означила крај Ратова дијадоха и борбе око Александровог наслеђа.